# Muricella plectana
Muricella plectana is een zachte koraalsoort uit de familie Acanthogorgiidae. De koraalsoort komt uit het geslacht Muricella. Muricella plectana werd in 1999 voor het eerst wetenschappelijk beschreven door Grasshoff. 